# Heron Island (Berkshire)

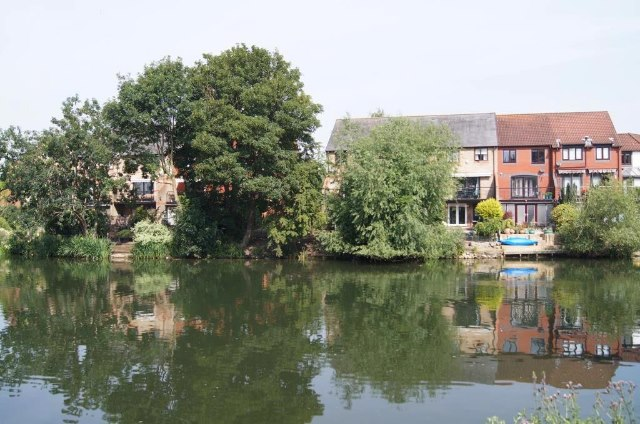
Häuser auf Heron Island (2013)

Die  Heron Island ist eine kleine Insel nahe dem Caversham Lock auf der Nordseite der Themse bei Reading in Berkshire, England.
Auf der Insel gibt es Privathäuser; sie ist mit einer Straßenbrücke mit Lower Caversham verbunden. Die Insel ist über einen Fußweg mit View Island flussaufwärts verbunden, die wiederum über ein Wehr mit De Bohun Island verbunden ist.